# Qeshm

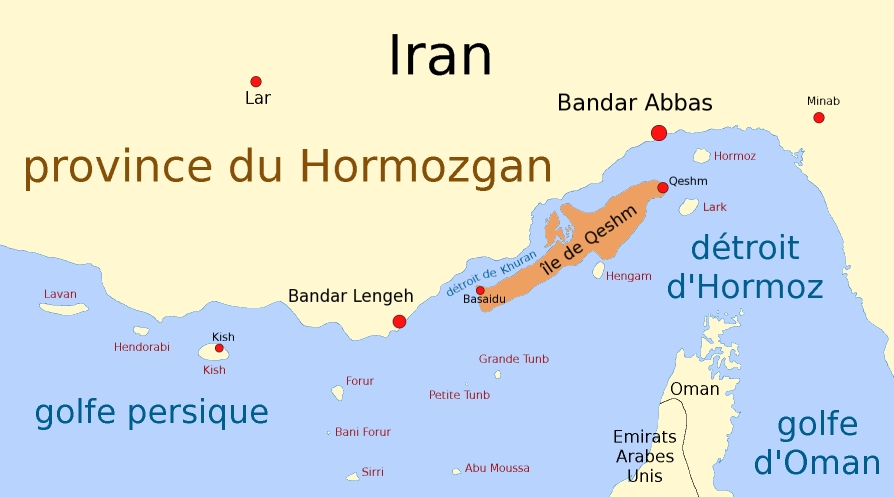
Mapa

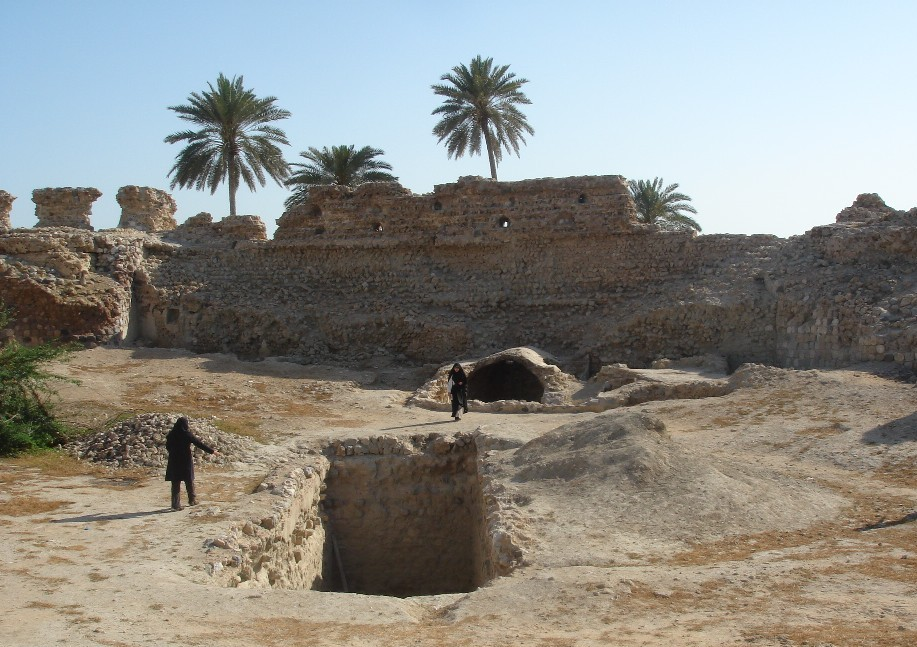
Castell portugués

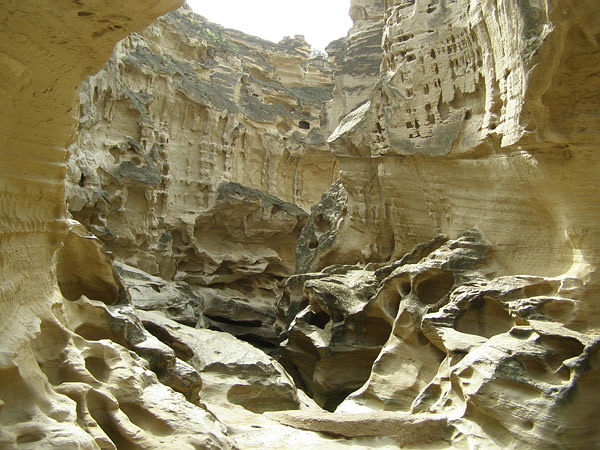
Un lloc de l'illa

Qeshm (Persa: قشم - pronunciat kē´shm, arabitzat Kishm, nom àrab Jazira al-Tawila) és una illa de l'Iran a l'estret d'Hormuz, la més gran de les illes del golf Pèrsic. Està separada del continent (costa de Laristan entre Lingah/Bandar Lengeh i Bandar Abbas) per l'estret de Khuran, antic Estret de Clarence (d'entre 5 i 20 km). Té una llargada de 110 km i una mitjana de 12 km d'ample (32 km al punt més ample). La màxima altura al centre de l'illa té 395 metres. Encara que avui dia té pocs habitants (s'estima prop dels cent mil) antigament era fèrtil i produïa cereals, raïm, fruites i llegums en abundància. S'extreia sal de diverses grutes (encara es treu), i hi ha dipòsits de sofre, d'òxid de ferro i de nafta (a la costa sud prop de Salakh). La població són en majoria àrabs sunnites dedicats a la pesca. L'única vila de certa importància és la ciutat del mateix nom a l'extrem nord-est. A l'illa hi ha 59 pobles en total.

## Història
La flota d'Alexandre el Gran manada per Nearc, va ancorar a l'illa el 326 de retorn des de l'Indus. Després pràcticament desapareix de la història. Claudi Ptolemeu i Ammià Marcel·lí l'esmenten amb el nom d'Alexandria.
Durant el període sassànida es va dir Abarkavan. Pertanyia a la província de Fars i el 23 de l'hègira (643-644) el governador àrab de Bahrein i Oman, Uthman ben Abul-Asi Takafi va envair l'illa que fou poblada pels Abd al-Kays, una tribu àrab. El marzban (governador) de Kirman en va intentar la defensa però fou derrotat i mort; des de l'illa els àrabs van desembarcar a Tawaj, a la costa persa. S'hi va construir una mesquita que encara existia el 945. Al segle VIII era una fortalesa dels kharigites.
A l'edat mitjana formà part del Kirman i depenia d'Hormuz, un dels cinc districtes de la província. Vers el 1300 Hormuz, notable centre comercial, va fundar una nova capital a l'illa d'Hormuz, capital d'un empori que va ser conquerit pels portuguesos el 1515 dominant llavors l'illa de Qeshm. El 1622 els portuguesos foren expulsats per Shah Abbas I amb ajut de vaixells de la Companyia Anglesa de les Índies Orientals. Va pertànyer en endavant als safàvides fins vers el 1719 o 1720 quan fou ocupat pels àrabs de Mascat que en foren expulsats per Nadir Shah el 1737/1738. A la seva mort el 1747 es van apoderar de l'illa els àrabs Banu Main (o Banu Muayn) a qui, juntament amb Bandar Abbas, fou reconeguda en feu per Karim Khan Zand (1750-1779). Els Kawasim de Lingah i de Djulfar (després Ras al Khayma, també governant a Sharjah) van intentar el seu control en diversos atacs però els Banu Main van conservar la possessió fins al 1793/1794 quan fou conquerida (amb Bandar Abbas) per Sultan ibn Ahmad dels Al-Busaid de Mascat. La possessió li fou confirmada al sultà per un firman del xa qajar que establia un arrendament sobre el port i les seves dependències (que no s'esmentaven) amb un pagament anual. Tanmateix, el 1804 la guarnició de Mascat fou expulsada pels Banu Main aliats als Kawasim. L'aliança va continuar i els dos grups junts es van dedicar a la pirateria contra vaixells especialment angloindis. En revenja un cos expedicionari britànic enviat per sotmetre Ras al-Khayma i altres ports dels Kawasim, va atacar i destruir la fortalesa de Laft al nord de l'illa de Qeshm (novembre de 1809). Sense la fortalesa de Laft el sultà de Mascat (ara Said ibn Sultan 1806-1856) va poder reprendre el control de l'illa. En la segona expedició britànica deu anys després un destacament va desembarcar a Qeshm i hi va romandre dos anys i mig (juliol de 1820 a gener de 1823) vigilant als Kawasim. El govern persa es va queixar de la presència britànic doncs tot i tenir autorització del sultà de Mascat que era el llogater, la sobirania era persa; però el sultà va afirmar que el seu pare havia adquirit Qeshm per dret de conquesta i que per tant l'illa l'havia rebut en plena sobirania doncs al firman que concedia l'arrendament no s'esmentava el nom de l'illa entre les "dependències" de Bandar Abbas, ni apareixia en cap rebut del pagament del lloguer. El 1823 el destacament fou retirat per si es necessitava a Aràbia i perquè l'illa era poc saludable, i la qüestió de la sobirania va quedar sense solució. El desembre de 1823 un magatzem d'aprovisionament per la flota britànica al golf fou creat a Basidu o Basaidu, a l'extrem occidental de l'illa, i el govern persa no va protestar. L'abril de 1856 el lloguer sobre Bandar Abbas fou renovat poc després de la mort de Said ibn Sultan, però les illes Qeshm i Hormuz foren declarades perses i considerades dependències de Bandar Abbas. El lloguer, que estava limitat a Said i als seus fills, va acabar el 1866/1867 quan el successor de Said, Thuwayni ibn Said, va ser assassinat pel seu fill Salim. Aquest va obtenir un nou lloguer de 8 anys (agost de 1868) però quan fou enderrocat al cap de dos mesos, fou annul·lat. Turki ibn Said va pujar al tron i va voler renovar l'arrendament però el govern persa va refusar. Els britànics no obstant van mantenir els seus magatzems a Basaidu, que van perdre utilitat i finalment van ser abandonats l'abril de 1935 d'acord amb la petició del xa.